# Michael McKean

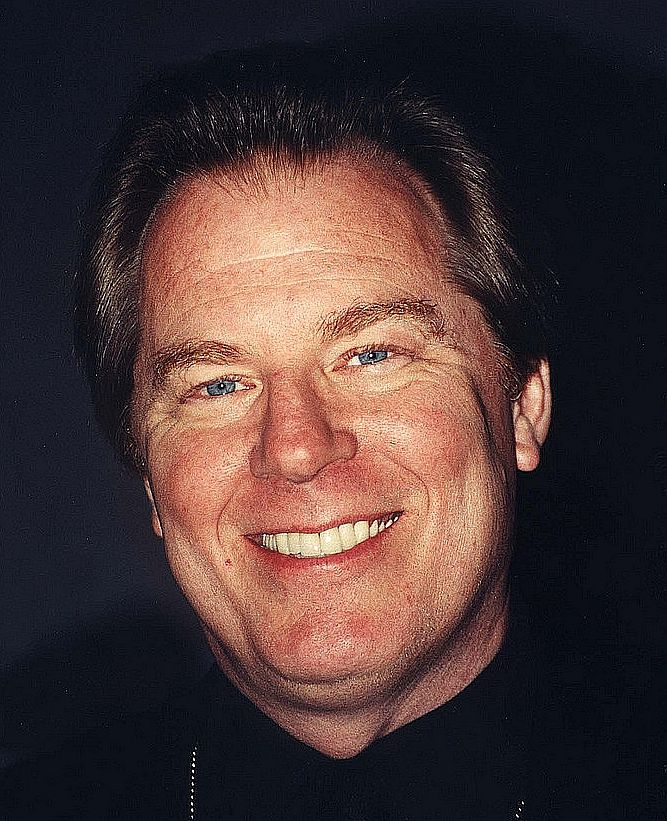
Michael McKean (1999)

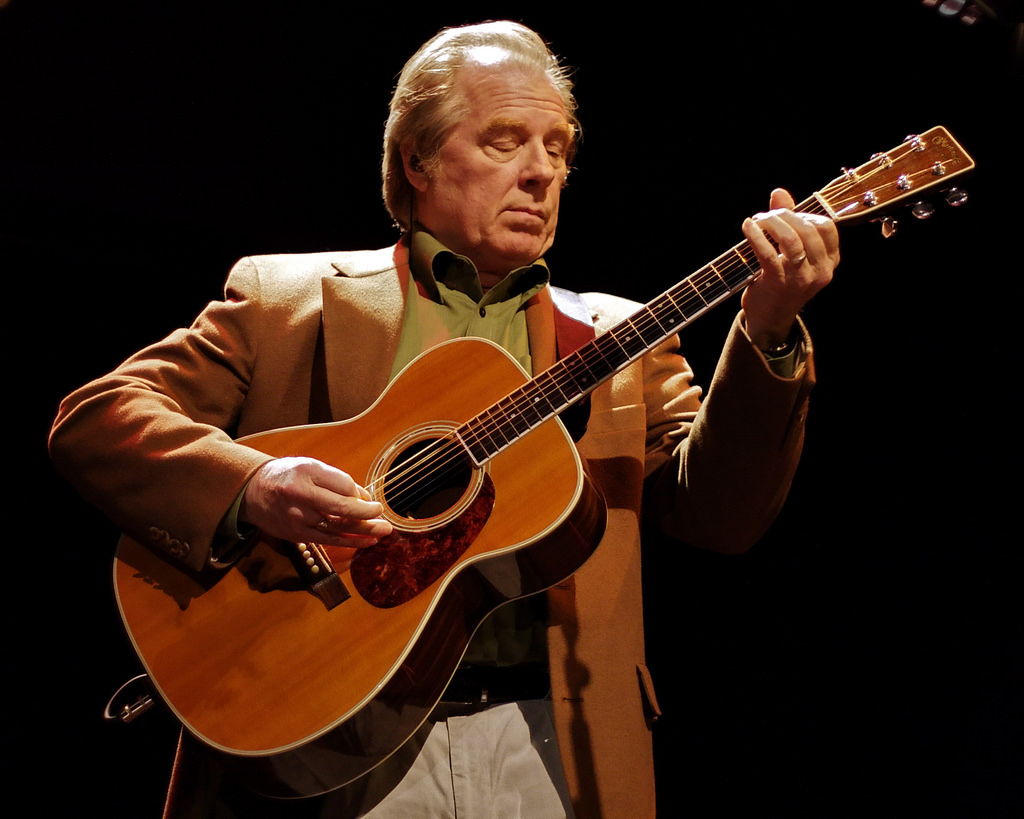
Michael McKean bei einem Auftritt (2009)

Michael John McKean (* 17. Oktober 1947 in New York City) ist ein US-amerikanischer Schauspieler und Musiker.

## Leben und Leistungen
McKean wurde am Ende der 1960er Jahre Mitglied der Komikergruppe The Credibility Gap, die bis zum Jahr 1976 in Radiosendungen auftrat. Ab 1976 gehörte er als Leonard „Lenny“ Kosnowski zur Stammbesetzung der Sitcom Laverne & Shirley, die ein großer Erfolg war. In der Komödie Küß’ mich, Doc! (1982) spielte er eine der größeren Rollen an der Seite von Sean Young. 1984 spielte McKean neben Christopher Guest und Harry Shearer eine der Hauptrollen in dem Film This Is Spinal Tap: In der halb-fiktiven Hardrockband Spinal Tap verkörperte er den Sänger und Frontmann David St. Hubbins.
In der Komödie Nummer 5 gibt nicht auf (1988) übernahm er eine der Hauptrollen. In der Komödie Dieser verflixte Kater (1997) spielte er die Rolle von Peter Randall, dem Vater von Patti Randall, die von Christina Ricci gespielt wurde. 2003 spielte McKean erneut an der Seite von Guest und Shearer in dem Musikfilm A Mighty Wind. Für diesen Film komponierte er außerdem mehrere Lieder, darunter das Stück A Kiss at the End of the Rainbow, das er gemeinsam mit Annette O’Toole schrieb und für das die beiden mit dem Seattle Film Critics Award ausgezeichnet wurden. Für das Titelstück des Films, das McKean mit Christopher Guest und Eugene Levy geschrieben hatte, gewann er 2004 einen Grammy Award und den Broadcast Film Critics Association Award. Außerdem wurde er für den Oscar und für den Golden Satellite Award nominiert.
Von 2015 bis 2018 spielte er in der Netflix-Serie Better Call Saul eine der Hauptrollen: McKean verkörpert Charles „Chuck“ McGill, den Bruder des Protagonisten. 2022 kehrte er für einen Gastauftritt im Serienfinale zurück.
McKean war in den Jahren 1970 bis 1993 mit Susan Russell verheiratet, mit der er zwei Kinder hat. 1999 heiratete er Annette O’Toole.

## Filmografie (Auswahl)

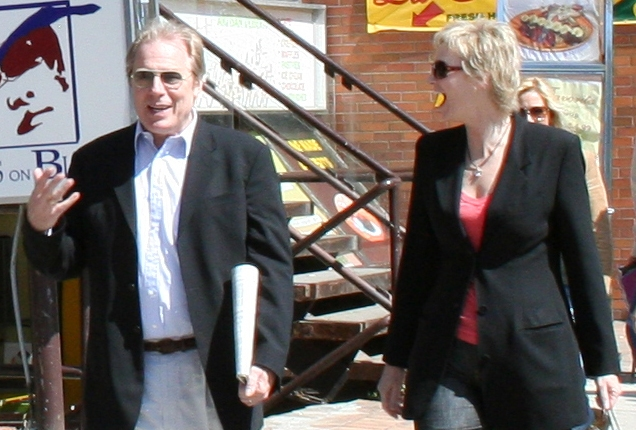
Michael McKean mit Jane Lynch auf dem Toronto International Film Festival 2006

- 1979: 1941 – Wo bitte geht’s nach Hollywood (1941)
- 1982: Küß mich, Doc! (Young Doctors in Love)
- 1984: This Is Spinal Tap
- 1985: D.A.R.Y.L. – Der Außergewöhnliche (D.A.R.Y.L.)
- 1985: Alle Mörder sind schon da (Clue)
- 1987: Ein Ticket für Zwei (Planes, Trains & Automobiles)
- 1987: Light of Day – Im Lichte des Tages (Light of Day)
- 1988: Nummer 5 gibt nicht auf (Short Circuit 2)
- 1988: Zebo, der Dritte aus der Sternenmitte (Earth Girls Are Easy)
- 1989: Tödliches Versteck (Hider in the House)
- 1989: The Big Picture
- 1990: Flashback
- 1991: Der große Blonde mit dem schwarzen Fuß (True Identity)
- 1992: Jagd auf einen Unsichtbaren (Memoirs of an Invisible Man)
- 1992: Man Trouble – Auf den Hund gekommen (Man Trouble)
- 1993: Die Coneheads (Coneheads)
- 1994: Airheads
- 1995: Friends (Fernsehserie)
- 1996: Star Trek: Raumschiff Voyager (Star Trek: Voyager, Fernsehserie, 1 Folge)
- 1996: Jack
- 1997: Dieser verflixte Kater (That Darn Cat)
- 1997: Nix zu verlieren (Nothing to Lose)
- 1997: Casper – Wie alles begann (Casper: A Spirited Beginning)
- 1998: Small Soldiers (Stimme)
- 1998–2002: Akte X – Die unheimlichen Fälle des FBI (The X Files, Fernsehserie, 4 Folgen)
- 1999: Tötet Mrs. Tingle! (Teaching Mrs. Tingle)
- 1999: Mystery – New York: Ein Spiel um die Ehre (Mystery, Alaska)
- 1999: Ein wahres Verbrechen (True Crime)
- 2000: Beautiful
- 2000: Best in Show
- 2001: My First Mister
- 2002: Auto Focus
- 2002: Der Super-Guru (The Guru)
- 2002: Freche Biester! (Slap Her… She’s French)
- 2003: Pancho Villa – Mexican Outlaw (And Starring Pancho Villa as Himself)
- 2005: Boston Legal (Fernsehserie, Episode 2x07)
- 2007: Joshua – Der Erstgeborene (Joshua)
- 2007: The Grand
- 2008: Adventures of Power
- 2011: Homeland (Fernsehserie, Episode 1x02)
- 2012: Der Dieb der Worte (The Words)
- 2015–2018, 2022: Better Call Saul (Fernsehserie, 28 Episoden)
- 2019: Veep – Die Vizepräsidentin (Veep, Fernsehserie, Episode 7x06)
- 2019: The Good Place
- 2019: Good Omens (Fernsehserie, 5 Episoden)
- 2020: Breeders (Fernsehserie, 5 Episoden)
- 2020–2022: Grace and Frankie (Fernsehserie, 6 Episoden)
- 2020: Pink Skies Ahead
- 2021: My Little Pony: A New Generation (Stimme)
- seit 2021: Rugrats (Fernsehserie, Stimme)
- 2022: Billions (Fernsehserie, Episode 6x01)
- 2022: Jerry und Marge – Die Lottoprofis (Jerry & Marge Go Large)
- 2023–2024: Diplomatische Beziehungen (The Diplomat, Fernsehserie, 5 Episoden)

## Ludografie
- 1997: Zork: Grand Inquisitor